# Vitoše
Vitoše (cyr. Витоше) – wieś w Serbii, w okręgu rasińskim, w gminie Brus. W 2011 roku liczyła 37 mieszkańców.